# True Crime (série de jogos eletrônicos)
True Crime é uma série de jogos eletrônicos publicado pela Activision e pela Square Enix. Os capítulos da série são vistos na perspectiva das forças da lei.
Os dois primeiros jogos foram produzidos pela Luxoflux e são conhecidos por serem precisos, em nível de GPS, pela recriação das cidades de Nova Iorque e Los Angeles e pelas missões de "crime de rua" que são geradas aleatoriamente fora da história principal do jogo. Um terceiro jogo estava em produção pela Luxoflux mas foi cancelado após o mau lançamento de True Crime: New York City.
Um novo jogo estava em desenvolvimento pela United Front Games, que iria dar um novo recomeço à série. Seria para ter lugar na  cidade de Hong Kong, mais estilizada em vez da precisão de GPS, e que iria ter um policia à paisana como protagonista. O jogo foi cancelado pela Activision, justificando a Activision que não estava à espera que o jogo fosse suficientemente bom para competir no género de mundo aberto e que não iria dar o lucro suficiente.
Em agosto de 2011, a Square Enix anunciou que comprou o título à Activision e que iria completar a produção deste, no entanto como não comprou os direitos do nome True Crime, o jogo foi editado com o nome Sleeping Dogs.

## Jogos
- True Crime: Streets of LA (2003)
- True Crime: New York City (2005)
- True Crime: Hong Kong (lançado em 2012 com o título Sleeping Dogs)